# JClic
JClic è un programma per la realizzazione e la valutazione di attività didattiche multimediali. È un software libero che funziona su diversi sistemi operativi GNU/Linux, macOS, Microsoft Windows e Solaris. Il progetto JClic si è sviluppato a partire dal programma Clic 3.0 ed è scritto in linguaggio Java.
L'ultima versione di JClic è la 0.3.2.12 del 5 marzo 2020.

## Caratteristiche
- Permettere la creazioni di attività divertenti che aumentano l'attenzione durante l'apprendimento
- Permette la creazione di attività multimediali, che mirano a diverse aree della percezione e della memoria: visiva, testuale, uditiva, ecc.
- Permette di impostare un tempo massimo e un numero massimo di tentativi
- Permette di visualizzare la soluzione di un'attività
- Permette di sviluppare nuovi tipi di attività usando il linguaggio JAVA grazie alla licenza GNU GPL con la quale viene distribuito
- Possiede un ambiente di lavoro con interfaccia grafica facile ed intuitiva
- Utilizzabile sia sul proprio computer sia on-line (web applet)
- Compatibilità con Clic 3.0
- Utilizzabile su diversi sistemi operativi
- Formato dei dati aperto (XML) per essere usato anche da altre applicazioni
- Utilizzabile in diverse lingue
- Trattandosi di un software libero sono disponibili su Internet numerosi siti (anche in italiano) che dimostrano come si usa e pubblicano le attività che possono essere usate

## Componenti
- JClic player: il programma separato che una volta installato permette di svolgere le attività
- JClic Author: il programma per modificare o creare le attività in modalità visuale.
- JClic report: modulo di raccolta dei dati dei risultati delle attività svolte dagli studenti in un database.

## Formati supportati
- immagini: BMP, GIF, JPG, PNG, anche con trasparenza.
- audio: WAV, OGG, MP3
- video: MPG, AVI

## Internazionalizzazione (localizzazione)
Tutti i testi e messaggi JClic sono memorizzati in file esterni, in modo da semplificare la loro traduzione in altre lingue. Viene utilizzato il formato Unicode: ciò consente di utilizzare anche sistemi di scrittura non occidentali. Il programma supporta anche la rappresentazione e la scrittura bidirezionale (destra-sinistra o sinistra-destra) quando il linguaggio richiede.

## Documentazione
La documentazione del software e i tutorial ufficiali sono disponibili in inglese, spagnolo, tedesco e olandese.